# Guatteria boliviana
Guatteria boliviana là loài thực vật có hoa thuộc họ Na. Loài này được H.J.P.Winkl. mô tả khoa học đầu tiên năm 1909.